# Сиражудинов, Раджаб Магомедгазиевич
Раджаб Магомедгазиевич Сиражудинов (22 декабря 1962, Зибирхали, Ботлихский район, ДАССР, РСФСР, СССР — 5 января 2025, Махачкала, Дагестан, Россия) — дагестанский филолог, лингвист, историк, религиовед, учитель родного языка и литературы, доцент кафедры дагестанских языков Дагестанского государственного университета. Кандидат филологических наук (2006).

## Биография
Родился 22 декабря 1962 года в селе Зибирхали Ботлихского района Дагестанской АССР. По национальности — годоберинец. Окончил среднюю школу №2 села Ботлих. В 2000 году окончил филологический факультет ДГУ по специальности «Филология. Преподаватель родного языка и литературы, русского языка и литературы», после чего началась его деятельность филолога-лингвиста. В 2006 году защитил диссертацию на тему «Имя прилагательное в аваро-андийских языках» и получил степень кандидата филологических наук по специальности 10.02.02 – языки народов Российской Федерации: кавказские языки. 
5 января 2025 года скончался после продолжительной болезни.

## Научные труды
- Сравнительный анализ имен прилагательных в аваро-андийских языках — 2006.
- Формирование лексики годоберинского языка под влиянием арабо-мусульманской культуры — 2015.
- Особенности освоения русских заимствований в годоберинском языке — 2015.
- Продукты питания и напитки сельскохозяйственного происхождения в годоберинском языке — 2019.
- Фразеологизмы годоберинского языка, выражающие образ человека — 2018.
- Лекскико-семантические группы чеченских заимствований в зибирхалинском диалекте годоберинского языка — 2019.
- Архаизмы в аварском литературном языке — 2020.
- Характеристика фразеологических единиц со значением „человек“ в аварском языке — 2020.
- Фразеологизмы в произведениях аварского писателя Мусы Магомедова с компонентом квер „рука“ — 2020.
- Заимствованная пищевая лексика в аварском языке из восточных и русского языков — 2021.
- Семантическая характеристика наречий в аварском языке — 2023.